# Jake Junis
Jakob Benjamin Lee Junis (né le 16 septembre 1992 à Rock Falls, Illinois, États-Unis) est un lanceur droitier des Brewers de Milwaukee de la Ligue majeure de baseball.

## Carrière
Jake Junis est repêché par les Royals de Kansas City au 29e tour de sélection en 2011. 
Il fait ses débuts dans le baseball majeur le 12 avril 2017 avec Kansas City comme lanceur de relève face aux Athletics d'Oakland.